# Glaive d’arme
Le glaive d'arme (du moyen haut allemand Glefe) est une arme d'hast, avec une pointe en forme de glaive romain, monté sur une hampe en bois de 2,40 à 3 mètres de long. Principalement utilisé pour les frappes d'estoc, ses deux tranchants pouvaient aussi couper les jarrets des chevaux. 

## Historique
Le glaive fut utilisé comme arme de guerre dès le XVe siècle. Il fut utilisé dans les terres du Saint-Empire romain germanique du XVIe au XVIIe siècle, avant de devenir une arme d'apparat, dans les cours d’Europe centrale. Le glaive d'arme est ainsi resté en usage, à la cour bavaroise et en Hongrie jusqu'au début du XXe siècle. Par métonymie, un glaive désigna rapidement un soldat ou un cavalier, muni d'une arme d'hast, puis un groupe de 3 à 10 hommes en armes, formant un groupe de combat.
Compte tenu de l'évolution formelle des armes d'hast, en particulier au XVIIe et au XVIIIe siècle, le glaive d'arme est parfois confondu, par certains auteurs, avec la pertuisane ou l'esponton, voire la vouge.